# Кардрок
Кардрок (фр. Cardroc) насеље је и општина у северозападној Француској у региону Бретања, у департману Ил и Вилен која припада префектури Рен.
По подацима из 2011. године у општини је живело 531 становника, а густина насељености је износила 71,85 становника/km². Општина се простире на површини од 7,39 km². Налази се на средњој надморској висини од 140 метара (максималној 152 m, а минималној 65 m).

## Демографија
| 1962. | 1968. | 1975. | 1982. | 1990. | 1999. | 2011. |
| ----- | ----- | ----- | ----- | ----- | ----- | ----- |
| 366   | 402   | 351   | 332   | 376   | 400   | 531   |

График промене броја становника у току последњих година